# Barrett M95
Barrett M95 (также известна как DDLR) — американская крупнокалиберная снайперская винтовка, разработанная под патрон .50 BMG и производившаяся компанией Barrett Firearms.

## История
В 1999 году M95 выиграла соревнование против XM107. Некоторое количество закупалось Армией США для испытаний, но по итогам американцы предпочли винтовку M82.

## Описание
Является модификацией винтовки Barrett M90: автоматика основана на скользящем поворотном затворе, схема винтовки — булл-пап. Отличие в пистолетной рукоятке, отогнутой назад, и ударно-спусковом механизме, сдвинутыми вперёд на 25 мм для более удобной установки магазина.
Затвор передвинут назад, также установлен хромированный ствол. Планка Пикатинни типа M1913 позволяет устанавливать различные оптические прицелы при номинальном отсутствии каких-либо прицельных устройств. Также были сделаны небольшие изменения в ударно-спусковом механизме и спусковом крючке. 

## Страны-эксплуатанты

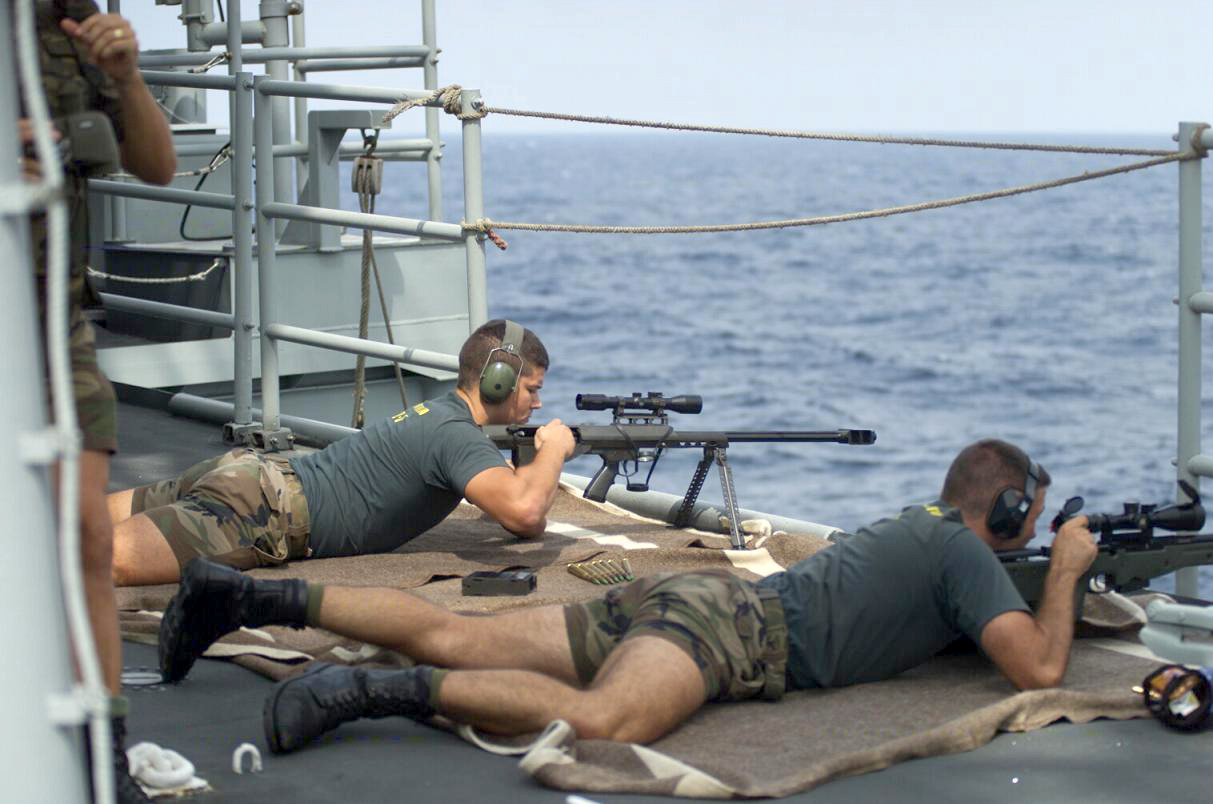
Моряки ВМС Испании со снайперской винтовкой Barrett M95

- Австрия: специальный отряд Jagdkommando сухопутных войск[2]
- Аргентина: на вооружении армии Аргентины и национальной жандармерией[англ.]
- Греция[3]
- Грузия: на вооружении ВС Грузии и бригады спецназа[англ.][4]
- Дания: используются армией для подрыва неразорвавшихся боеприпасов
- Иордания: на вооружении иорданского спецназа[5]
- Испания: на вооружении сухопутных войск и ВМС[6]
- Италия: использует 9-й десантно-штурмовой полк «Полковник Москин»[англ.][7]
- Малайзия: использует группа особого назначения Армии Малайзии[англ.][8]
- Португалия: несколько 12,7-мм винтовок "Barrett M95 SP" закупили для центра сил специальных операций аэромобильной бригады сухопутных войск Португалии[9].
- Сербия: на вооружении спецподразделений армии и полиции
- Таиланд: на вооружении подводного штурмового отряда подрывников[англ.]
- Турция: на вооружении группы боевых пловцов[англ.]
- Филиппины: на вооружении Корпуса морской пехоты Филиппин[10], винтовки закуплены в 1998 году[11]
- Финляндия[12]